# Arrondissement de Vallières
 (janvier 2022).
Si vous disposez d'ouvrages ou d'articles de référence ou si vous connaissez des sites web de qualité traitant du thème abordé ici, merci de compléter l'article en donnant les références utiles à sa vérifiabilité et en les liant à la section « Notes et références ».
 (mars 2017).
L’Arrondissement de Vallières est un arrondissement d'Haïti, subdivision du département du Nord-Est. Il a été créé autour de la ville de Vallières qui est aujourd'hui son chef-lieu. Il était peuplé par 65 342 habitants en 2009.

## Divisions administratives
Il comprend trois communes :
- Vallières
- Carice
- Mombin-Crochu

Les remaniements géographiques du pays lui enleva la commune de Cerca-la-Source devenue chef-lieu d'un arrondissement homonyme à son tour et passée au Département du Centre dans les années 1980.

## Historique
L'arrondissement de Vallières existait depuis le fameux décret royal du 29 mars 1713 créant la Région du Nord de Saint Domingue. Parmi les cinq cantons de la région, il faisait partie du canton de Fort Dauphin (Fort-Liberté) qui comprenait cinq paroisses au point de vue administratif. Fort Dauphin, Ouanaminthe, Vallières, Terrier-Rouge et le Trou. Cependant il aurait fallu soixante-neuf (69) ans pour que le Chevalier de Vallières lui reconnait le titre de paroisse administrativement. Voilà pourquoi unanimement sa fondation est reconnue en août 1772. Il avait de grandes rivières, de grands arbres et un environnement sain et la zone était vraiment reposante en ce temps-là. Un an plus tard, en 1773, le comte Vincent de Montaché lui administre le titre de paroisse (région) Le saint patron de Vallières est le diacre Vincent de Saragosse d'Espagne  Nous ne savons pas encore en quelle année qu'il fut proclamé arrondissement.

## Géographie
L'arrondissement est situé dans les mornes du Nord d'Haïti, d'où son nom, la chaîne de Vallières. C'est la partie la plus reculée et enclavée du pays sans aucune infrastructure ni aucun urbanisme. L'arrondissement est bordé au nord par les communes de Sainte-Suzanne et Trou-du-Nord, au sud par les communes de Cerca-Carvajal et Cerca-la-Source (Centre), au sud-ouest par la commune de la Victoire, à l'ouest par la commune de Mont-Organisé et à l'est par les communes des Perches et Fort-Liberté.
Dépourvus de toutes infrastructures et toutes communications en raison de la pauvreté de la zone, les gens n'ont aucune possibilité de pourvoir eux-mêmes à un quelconque développement alors que les gouvernements n'ont jamais rêvé de faire quelque chose. Avec une population estimée à 66 000, tout leur manque.
Au point de vue étatique, l'arrondissement comprend deux circonscriptions: première circonscription: Vallières-Carice, deuxième circonscription: Mombin-Crochu et le Quartier de Bois-Laurence ce qui amène deux députés au parlement haïtien et une sous-délégation (représentation du pouvoir exécutif) dans le chef-lieu. Dans les autres communes et quartiers, on retrouve un tribunal de paix avec office de l'état-civil, bureau des contributions, sous-commissariat de police, conseil communal dans les communes. Dans les sections communales, on retrouve un Conseil d'Administration des Sections Communales (CASECS) et un inspecteur des écoles primaires.

## Monument
Un fort, connu sous le nom de fort Salnave, est situé dans les mornes Nicolo. Selon certaines sources, ce fort aurait été construit sous le gouvernement de Salnave qui croyait à un retour possible des troupes françaises. Depuis ce fort, on peut communiquer directement avec la citadelle Henry, qui elle-même est située sur la chaîne du bonnet à l'Évêque entre les communes Dondon et Milot (Nord). On peut aussi admirer l'océan Atlantique depuis la baie de Fort-Liberté et la République dominicaine à la cime de cette montagne. Certaines institutions l'utilisent comme tour pour placer leur relais de communication pour le nord du pays.

## Culture
Du point de vue culturel, on retrouve au moins une Église Catholique dans chaque endroit et quelques temples protestants. Aujourd'hui, on retrouve une salle de récréation au centre de la commune, dans laquelle les jeunes passent des films téléchargés sur des écrans de télévision et des bals de salon pour les gens de la communauté. Du même coup, ils sont dotés d'un poste de radio longues waves pour la détente musicale du village avec aussi des informations locales. Dans certains lieux, on peut aussi retrouver un mini-jazz pour la détente des gens de la zone. Un troubadour connu sous le nom de Bambou parce qu'un tronc de bambou leur servait de véritable instrument (sorte de flûte à vent) fonctionne dans presque toutes les sections communales et habitations. C'est une musique champêtre qui sème de l'ambiance  dans des occasions précises (exemple : rassemblement de plusieurs personnes pour sarcler ou planter une place à semailles, fête patronale et nationale).

Centre culturel,  on en trouve un à Carice, à Mombin-Crochu et Bois-Laurence que l'Église Catholique Romaine a mis au service des gens plus connus sous le nom de salle paroissiale. Les fêtes patronales sont les plus grands rendez-vous pour la zone : Vallières, Saint-Vincent (22 janvier), Carice, Sainte-Hélène (18 août), Mombin-Crochu, la Nativite (8 septembre), Bois de Laurence, Sainte-Anne (26 juillet), Grosse-Roche, Saint-Roch (16 août), Laguamithe, Saint Augustin (28 août).

Au fond, on ne rencontre aucun lieu de culte de vaudou dans la zone ; cela n'empêche pas que les gens ne le pratiquent pas mais en cachette pour éviter d'excommunier par l'Église Catholique Romaine. À Vallières, on retrouve aussi une Bibliothèque communautaire mis en place par les jeunes de la localité avec le concours d'une ONG.

## Éducation
Une école primaire dessert chacune des communes, sections communales et certaines habitations importantes dans le strict nécessaire avec carence en professeurs, salles de classe, matériels didactiques et pédagogiques. Dans les communes, on retrouve un lycée national depuis les années 1995 fonctionnant  avec un corps professoral limité.  Avec le concours d'une ONG, Haïti Solidarity Network of the North East (HSNNE), des écoles secondaires fonctionnent sous la conduite des gens plus ou moins éduqués de la localité. Il n'y a pas d'Écoles Professionnelles et Métiers  dans la zone quant à présent. Aujourd'hui, plusieurs jeunes de ces villages sont des professionnles de par rapport à l'ouverture de l'Éducation à l'université Henry Christophe de Limonade, de l'université de l'Etat à Port-au-Prince et également en République Dominicaine.

## Santé
Un hôpital-dispensaire  fonctionne dans la commune de Vallieres, Mombin-Crochu  et Carice avec toutes les difficultés du monde et les quartiers sont encore sous la houlette de l'Église Catholique locale les dotant d'un centre de santé fonctionnant difficilement. Même avec l'arrivée des médecins cubains, il faut reprendre le dicton du laboureur et ses enfants : « C'est le fond qui manque le moins ». Les cas urgents qui nécessitent de grandes interventions sont référés à l'hôpital de Fort-Liberté, tandis que d'autres personnes préfèrent de se présenter elles-mêmes soit au Cap-Haïtien ou à Milot.

## Économie
Vallières a vu fonctionner dans les années 1980 une sorte d'industrie déloyale où des gens des localités avoisinantes venaient à la fouille de l'or. Cette denrée rare a été achetée à prix modique : quarante (40) gourdes /gramme soit 1 $ (US), par un grand don de la ville du Cap pour le compte des Duvalier. Aujourd'hui, on retrouve à Vallières une petite industrie de café, dans laquelle des gens préparent la mise en sachet d'un café grillé réputé meilleur café du pays. Aidé de l'ONG Haiti Solidarity Network of the North East(HSNNE), basée dans l'État de New Jersey, États-Unis d'Amérique. Ce café serait servi chaque matin dans une école de l'État (New Jersey), Our Lady of Mercy Academy dans le village Park Ridge. Cette institution finance aussi un Micro-Crédit pour les gens qui travaillent dans les champs. Certains élèves peuvent aller dans des écoles secondaires et supérieures dans lesquelles ils apprennent la technique agricole (agronomie) avec l'appui de ce dernier. 
La Grande Rivière-du-Nord qui prenne ses sources dans la commune de Vallières ravage les maigres lopins de terre des paysans qui ne vivaient que de ses malheureuses semailles. Comme cela se fait en Haïti, il y a un marché communal dans chacune des zones sus-citées et même dans certaines habitations importantes. Les gens y apportent des denrées et c'est de cela qu'ils espèrent tirer profit pour acheter ce dont ils ont besoin et qu'ils ne cultivent pas. En absence de markets, on retrouve des petites boutiques où les gens plus ou moins aisés vendent des produits industriels. Vallières est à 320 km2 de Port-au-Prince, la capitale ; cependant il faut au moins deux heures pour atteindre la ville du Cap-Haitien et prendre un autobus de là pour atteindre la capitale ; il faut comptabiliser sept heures en moyenne de Vallières à Port-au-Prince. Pas de transport en commun dans la zone, si ce n'est à Carice qu'on retrouve un camion qui voyage au moins deux fois par semaine vers le Cap-Haïtien, plus grande ville du Nord du pays tandis que les mombinois passent par le centre pour atteindre la capitale.

## Communication
Au moins deux ou trois lignes de téléphone desservant les communes fonctionnaient à la normale avant que l'antenne qui leur servait de relais a été porté disparue à la stupéfaction des autorités locales depuis deux ans. Le chef-lieu de l'arrondissement n'a pas de réseau routier avec les autres communes. Un petit sentier escarpé en terre battue qu'il faut serpenter au temps sec dans un 4×4 solide avec de bons axles part seulement de Vallières vers les Perches, commune de Fort-liberté. Le tracé de Carice part vers Mont-Organisé, commune de Ouanaminthe ; celui de Mombin Crochu part vers la Victoire, commune de Saint-Raphael (Nord) ; et celui de Bois de Laurence part vers Hinche, chef lieu de plateau central (Centre), tandis qu'à Laguamithe on peut directement aller à la frontière haïtiano-dominicaine en passant par Cerca Carvajal et Cerca-la-Source. Chacun étant dotté de son cellulaire aujourd'hui, donc la communication ne pose par un problème désormais même quand c'est encore très exorbitant.
Personnalité venant de la zone: Rony Jean-Pierre, Intellectuel et Écrivain, Créateur de ce site en 2007, tout en attendant des améliorations de la part des gens du village.